# Corynoptera armigera
Corynoptera armigera är en tvåvingeart som beskrevs av Pekka Vilkamaa och Heikki Hippa 2006. Corynoptera armigera ingår i släktet Corynoptera och familjen sorgmyggor.
Artens utbredningsområde är Yukon. Inga underarter finns listade i Catalogue of Life.